# مارک منیسا
مارک منیسا (انگلیسی: Marc Muniesa؛ زادهٔ ۲۷ مارس ۱۹۹۲) بازیکن فوتبال اهل اسپانیا است.
از باشگاه‌هایی که در آن بازی کرده‌است می‌توان به باشگاه فوتبال استوک سیتی، باشگاه فوتبال بارسلونا بی، و باشگاه فوتبال بارسلونا اشاره کرد.
وی همچنین در تیم‌های ملی فوتبال زیر ۱۶ سال اسپانیا، زیر ۱۷ سال اسپانیا، زیر ۱۹ سال اسپانیا، زیر ۲۱ سال اسپانیا، و کاتالونیا بازی کرده‌است.